# Gareila nivata
Gareila nivata là một loài tò vò trong họ Ichneumonidae.